# Hoehyeon-dong, Gimhae
Hoehyeon-dong (koreanska: 회현동) är en stadsdel i staden Gimhae i provinsen Södra Gyeongsang i den sydöstra delen av Sydkorea, 310 km sydost om huvudstaden Seoul.